# Yawata-shuku

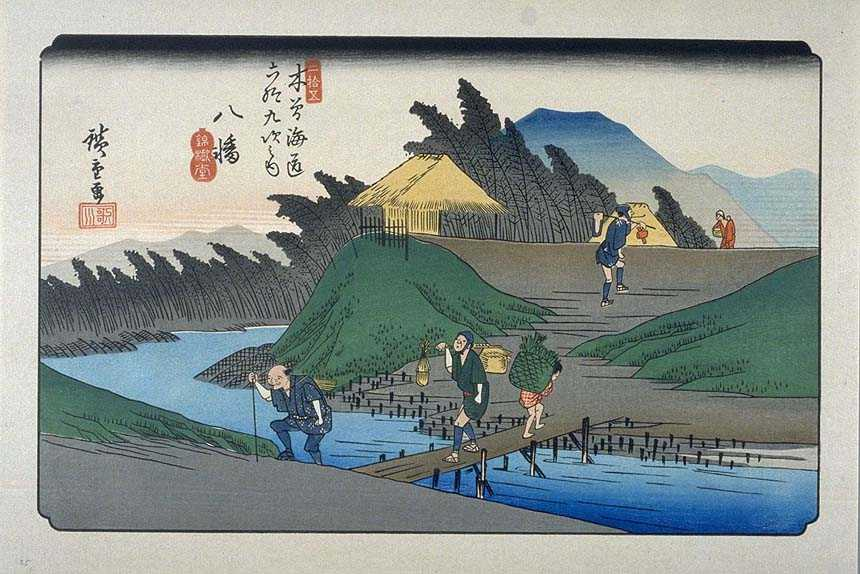
Yawata-shuku, estampe de Hiroshige de la série Les Soixante-neuf Stations du Kiso Kaidō.

Yawata-shuku (八幡宿, Yawata-shuku) était la vingt-quatrième des soixante-neuf stations du Nakasendō. Elle est située dans la ville actuelle de Saku, préfecture de Nagano au Japon.

## Histoire
Yawata-shuku se trouve sur la rive ouest de la rivière Shinano, juste en face de Shionada-shuku, la station précédente. Bien que ces deux stations-étapes soient situées à guère plus de 500 mètres l'une de l'autre, Yawata-shuku put se développer durant l'ère Keichō du début de la période Edo. C'était une station relativement petite mais sa prospérité lui vint d'être une aire de repos quand la rivière Shinano ne pouvait être franchie et aussi parce que c'était un centre de distribution du riz.

## Stations voisines
Nakasendō
Shionada-shuku – Yawata-shuku – Mochizuki-shuku